# 哈尔滨医科大学附属第四医院
哈尔滨医科大学附属第四医院 (英語：Fourth Affiliated Hospital of Harbin Medical University)创立于1903年，是一所集医疗、科研、教学、预防、保健、康复为一体的大型综合三级甲等医院，位于中华人民共和国黑龙江省哈尔滨市南岗区颐园街37号，占地面积40万平方米，现有职工3492名。

## 历史沿革
医院前身为创立于1903年的东清铁路中央医院，几经易名，1953年更名为哈尔滨铁路中心医院，隶属于哈尔滨铁路局，2004年移交哈尔滨医科大学并更名为哈尔滨医科大学附属第四医院。